# Atletica leggera femminile ai Giochi della XXXI Olimpiade
Ai Giochi della XXXI Olimpiade di Rio de Janeiro 2016 sono stati assegnati 23 titoli nell'atletica leggera femminile.

## Calendario femminile
| Gare     |                         |                         |            |                       |            |                   |                   |                   |    |    |  |
| 100 m    | 100 m                   |                         | 200 m      | 200 m                 | 200 m      | Staffetta 4x100 m | Staffetta 4x100 m |                   | 23 |    |  |
|          | 400 m                   | 400 m                   | 400 m      |                       |            |                   | Staffetta 4x400 m | Staffetta 4x400 m | 23 |    |  |
|          | 3000 siepi              |                         | 3000 siepi | 5000 m                | 800 m      | 800 m             | 5000 m            | 800 m             | 23 |    |  |
| 1500 m   |                         | 1500 m                  |            | 1500 m                |            |                   |                   |                   | 23 |    |  |
| 10000 m  |                         | Maratona                |            |                       |            |                   | Marcia 20 km      |                   | 23 |    |  |
|          |                         |                         | 400 m ost. | 100 m ost. 400 m ost. | 100 m ost. | 400 m ost.        |                   |                   | 23 |    |  |
|          | Triplo                  | Triplo                  |            | Asta                  |            | Alto              | Asta              | Alto              | 23 |    |  |
| Peso     |                         |                         |            | Lungo                 | Lungo      |                   |                   |                   | 23 |    |  |
| Martello |                         |                         | Martello   | Giavellotto           |            | Giavellotto       |                   |                   | 23 |    |  |
|          | Eptathlon (1ª giornata) | Eptathlon (2ª giornata) |            | Disco                 | Disco      |                   |                   |                   |    |    |  |
|          |                         |                         |            |                       |            |                   |                   |                   |    |    |  |
| Titoli   | 2                       | 2                       | 2          | 3                     | 2          | 3                 | 2                 | 4                 | 3  | 23 |  |

|  | Qualificazioni |  | Finali |

Come nelle precedenti edizioni, il programma femminile termina di sabato, poiché di domenica si disputa solo la Maratona maschile.
A Rio de Janeiro si sperimenta la collocazione di alcune finali in orario mattutino. Nel programma femminile tale scelta riguarda:
- 10.000 metri (venerdì, ore 11:10);
- 3000 metri siepi (lunedì, ore 11:15);
- Lancio del martello (lunedì, ore 11:40).
- Lancio del disco (martedì, ore 11:20);

I 400 metri sono spostati avanti di un giorno: la finale si sovrappone al primo turno dei 200 metri. 
Per chi vuole cimentarsi su entrambe le distanze l'impresa diventa proibitiva. Non a caso la campionessa Allyson Felix, eccellente specialista di 200 e 400 metri, rinuncia a una di esse.

I 1500 metri sono arretrati di tre giorni: ora si svolgono nella prima parte del programma. Viene di nuovo alterata la ripartizione delle gare di corsa, ora sbilanciata nei primi giorni di gare (chissà perché). Il nuovo schema è il seguente:
| Prima parte  | Seconda parte |
| ------------ | ------------- |
| 100 metri    | 200 metri     |
| 400 metri    | 800 metri     |
| 1500 metri   |               |
| 3000 siepi   | 5000 metri    |
| 10.000 metri |               |

Apparentemente diventa possibile disputare sia i 1500 metri che i 5000: peccato che la finale della prima gara coincida con il primo turno della seconda!

Concorsi: in tre specialità la finale si tiene 24 ore dopo le qualificazioni; in altri due casi due giorni dopo; per Asta e Martello i giorni diventano tre. Nel Peso si fa tutto in un giorno. In pratica, non c'è una regola.

## Nuovi record
Il record mondiale è, per definizione, anche record olimpico.
| Nuovo record mondiale in | 2 specialità: | 10.000 metri e Lancio del martello. |
| Nuovo record olimpico in | 1 specialità: | 5000 metri.                         |

## Risultati delle gare
| Specialità | Oro | Risultato | Argento | Risultato | Bronzo                                                                                 | Risultato | Dettagli            |
| --- | --- | --------- | --- | --------- | -------------------------------------------------------------------------------------- | --------- | ------------------- |
| 100 m | Elaine Thompson                                                                                                 | 10"71     | Tori Bowie | 10"83     | Shelly-Ann Fraser-Pryce                                                                | 10"86     | Classifica completa |
| 200 m | Elaine Thompson                                                                                                 | 21"78     | Dafne Schippers | 21"88     | Tori Bowie                                                                             | 22"15     | Classifica completa |
| 400 m | Shaunae Miller                                                                                                  | 49"44     | Allyson Felix | 49"51     | Shericka Jackson                                                                       | 49"85     | Classifica completa |
| 800 m | Caster Semenya                                                                                                  | 1'55"28   | Francine Niyonsaba | 1'56"49   | Margaret Wambui                                                                        | 1'56"89   | Classifica completa |
| 1 500 m | Faith Kipyegon                                                                                                  | 4'08"92   | Genzebe Dibaba | 4'10"27   | Jennifer Simpson                                                                       | 4'10"53   | Classifica completa |
| 5 000 m | Vivian Cheruiyot                                                                                                | 14'26"17  | Hellen Obiri | 14'29"77  | Almaz Ayana                                                                            | 14'33"59  | Classifica completa |
| 10 000 m | Almaz Ayana | 29'17"45  | Vivian Cheruiyot | 29'32"53  | Tirunesh Dibaba                                                                        | 29'42"56  | Classifica completa |
| 3 000 m siepi | Ruth Jebet | 8'59"75   | Hyvin Jepkemoi | 9'07"12   | Emma Coburn                                                                            | 9'07"63   | Classifica completa |
| 100 m ostacoli | Brianna Rollins                                                                                                 | 12"48     | Nia Ali | 12"59     | Kristi Castlin                                                                         | 12"61     | Classifica completa |
| 400 m ostacoli | Dalilah Muhammad                                                                                                | 53"13     | Sara Slott Petersen | 53"55     | Ashley Spencer                                                                         | 53"72     | Classifica completa |
| Maratona | Jemima Sumgong                                                                                                  | 2h24'04"  | Eunice Kirwa | 2h24'13"  | Mare Dibaba                                                                            | 2h24'30"  | Classifica completa |
| Marcia 20 km | Liu Hong | 1h28'35"  | María Guadalupe González | 1h28'37"  | Lü Xiuzhi                                                                              | 1h28'42"  | Classifica completa |
| Salto in alto | Ruth Beitia | 1,97 m    | Mirela Demireva | 1,97 m    | Blanka Vlašić                                                                          | 1,97 m    | Classifica completa |
| Salto con l'asta | Aikaterinī Stefanidī                                                                                            | 4,85 m    | Sandi Morris | 4,85 m    | Eliza McCartney                                                                        | 4,80 m    | Classifica completa |
| Salto in lungo | Tianna Bartoletta                                                                                               | 7,17 m    | Brittney Reese | 7,15 m    | Ivana Španović                                                                         | 7,08 m    | Classifica completa |
| Salto triplo | Caterine Ibargüen                                                                                               | 15,17 m   | Yulimar Rojas | 14,98 m   | Ol'ga Rypakova                                                                         | 14,74 m   | Classifica completa |
| Getto del peso | Michelle Carter                                                                                                 | 20,63 m   | Valerie Adams | 20,42 m   | Anita Márton                                                                           | 19,87 m   | Classifica completa |
| Lancio del disco | Sandra Perković                                                                                                 | 69,21 m   | Mélina Robert-Michon | 66,73 m   | Denia Caballero                                                                        | 65,34 m   | Classifica completa |
| Lancio del martello | Anita Włodarczyk                                                                                                | 82,29 m   | Zhang Wenxiu | 76,75 m   | Sophie Hitchon                                                                         | 74,54 m   | Classifica completa |
| Lancio del giavellotto | Sara Kolak | 66,18 m   | Sunette Viljoen | 64,92 m   | Barbora Špotáková                                                                      | 64,80 m   | Classifica completa |
| Eptathlon | Nafissatou Thiam                                                                                                | 6 810 p.  | Jessica Ennis-Hill | 6 775 p.  | Brianne Theisen-Eaton                                                                  | 6 653 p.  | Classifica completa |
| Staffetta 4×100 m | Stati Uniti Tianna Bartoletta Allyson Felix English Gardner Tori Bowie Morolake Akinosun                        | 41"01     | Giamaica Christania Williams Elaine Thompson Veronica Campbell-Brown Shelly-Ann Fraser-Pryce Simone Facey Sashalee Forbes     | 41"36     | Gran Bretagna Asha Philip Desiree Henry Dina Asher-Smith Daryll Neita                  | 41"77     | Classifica completa |
| Staffetta 4×400 m | Stati Uniti Courtney Okolo Natasha Hastings Phyllis Francis Allyson Felix Taylor Ellis-Watson Francena McCorory | 3'19"06   | Giamaica Stephenie McPherson Anneisha McLaughlin-Whilby Shericka Jackson Novlene Williams-Mills Christine Day Chrisann Gordon | 3'20"34   | Gran Bretagna Eilidh Doyle Anyika Onuora Emily Diamond Christine Ohuruogu Kelly Massey | 3'25"88   | Classifica completa |
| record mondiale; record olimpico; record mondiale stagionale; record africano; record asiatico; record europeo; record nord-centroamericano e caraibico; record sudamericano; record oceaniano; record nazionale; record personale; record personale stagionale. | |           | |           |                                                                                        |           |                     |

Statistiche
Delle 21 vincitrici di gare individuali a Londra, solo due hanno abbandonato l'attività agonistica. Oltre a queste mancano: due infortunate; due non selezionate (entrambe etiopi); due squalificate (entrambe russe) e Allyson Felix, che ai Trials è arrivata quarta nei 200 metri (si rifarà nelle due staffette). Le rimanenti 12 olimpioniche si presentano a Rio de Janeiro a difendere il titolo. Si confermano solo in tre: Caster Semenya (800 metri); Sandra Perković (Lancio del disco) e Anita Włodarczyk (Martello).

Sono solo tre le primatiste mondiali che partecipano ai Giochi di Rio (uno dei numeri più bassi in assoluto): Genzebe Dibaba (1500 metri); Anita Włodarczyk (Martello) e Barbora Špotáková (Lancio del giavellotto). Di esse, solo la Wlodarczyk vince il titolo.
Nel 2015 si sono tenuti a Pechino i Campionati mondiali di atletica leggera. Delle 21 campionesse di gare individuali, diciotto si presentano a Rio per tentare l'abbinamento con l'oro olimpico. Ci riescono in quattro Liu Hong (Marcia 20 km), Tianna Bartoletta (Salto in lungo), Caterine Ibargüen (Triplo) e Anita Wlodarczyk (Martello).
Anita Wlodarczyk e Barbora Spotakova sono le uniche atlete che sono scese in pedana nella veste di campionessa in carica e di primatista mondiale.